# Zgodovina minulih let
Zgodovina minulih let (tudi Pripoved o minulih letih; starovzhodnoslovansko Povѣstь vremяnьnыhъ lѣtъ, ukrajinsko Пóвість минулих літ, belorusko Аповесць мінулых часоў, rusko Пóвесть временных лет) je najstarejši letopis Vzhodnih Slovanov, ki je nastal na koncu 11. in na začetku 12. stoletja v Pečerskem samostanu v Kijevu in opisuje zgodovino Kijevske Rusije od leta 850 do 1110. Poznan je tudi kot Kijevska prva kronika, Primarna kronika in Nestorjeva kronika po piscu najstarejše inačice letopisa, menihu Nestorju. 
Prva redakcija letopisa je Nestorjeva redakcija iz leta 1113. Poleg te obstajajo tudi redakcije iz leta 1116, ki je predelava prve in je nastala po naročilu kneza Vladimirja Monomaha (1113–1125), leta 1118 ter 14. in 15. stoletja. Osrednji motiv kronike je enotnost Kijevske Rusije in glorifikacija krščanstva, samo delo pa je sestavljeno na osnovi trinajstih različnih virov. Kronika opisuje Kijevsko Rusijo od njenega nastanka do začetka do leta 1110. Rdeča nit kronike je ideja o neobhodnosti skupnega delovanja njenih knezov proti skupnim sovražnikom in prekinitev medsebojnih notranjih sporov.

## Tri izdaje
Izvirno kompilacijo kronike so dolgo časa pripisovali menihu Nestorju in so jo zato imenovali Nestorjeva kronika ali Nestorjev rokopis. Nestorjevi viri so bile starejše, zdaj izgubljene slovanske kronike, bizantinski letopisi Ivana Malalasa (491–578) iz Antiohije in Georgija Amartola (842-867), domače legende, nordijske sage, nekaj grških religioznih tekstov, rusko-grške razprave ter pripovedi kijevskega plemiča Jana Višatiča (1016–1106) in drugih vojaških poveljnikov. Nestor je delal na dvoru Svjatopolka II. Kijevksega in je verjetno zagovarjal njegovo proskandinavsko politiko. 
Prvi del kronike je poln anekdotskih zgodb, med katerimi je tudi zgodba o prihodu treh varjaških bratov, ki so ustanovili Kijev, umor Askolda in Dira, Olegova smrt, katerega je ugriznila kača, skrita v skeletu njegovega konja in maščevanje Igorjeve žene Olge Drevljanom, ki so ubili njenega moža. Zelo zanimiva sta tudi opis del sv. Cirila in Metoda med slovanskimi narodi in zgodba, kako je knez Vladimir Veliki zatrl čaščenje Peruna in drugih tradicionalnih slovanskih bogov.
Leta 1116 je Nestorjev tekst obširno preuredil iguman Silvester in na koncu kronike dodal svoj podpis. Ker je bil gospodar vasi Vidubiči, v kateri je bil njegov samostan, Vladimir Monomah, je nova izdaja poveličevala tega kneza in ga postavila v središče dogajanj Silvestrovih pripovedi. Silvestrova druga izdaja kronike je ohranjena v Lavrentijevem kodeksu. 
Tretja izdaja je bila napisana dve leti kasneje in se je osredotočila na Vladimirjevega sina in naslednika Mstislava Velikega. Avtor te popravljene izdaje bi lahko bil Grk, ker je posodobil večino podatkov, ki se navezujejo na Bizantinsko cesarstvo. Tretja  izdaja Nestorjeve  kronike je ohranjena v Ipatijevskem (Akademskem) letopisu.

## Dva rokopisa
Izvirna kronika in obe najstarejši znani kopiji (Lavrentijev in Ipatijevski letopis) so se izgubili, zato je težko rekonstruirati izvirno vsebino kronike. 
Lavrentijev letopis je leta 1377 prepisal nižgorodski menih Lavrentij po naročilu kneza Dimitrija Konstantinoviča. Izvirnik njegovega prepisa je bil izgubljeni letopis, ki so ga leta 1305 sestavili za velikega vojvodo Mihaila Tverskega. Letopis zajema obdobje do leta 1305. Obdobja 898–922, 1263–1283 in 1288–1294 iz neznanega vzroka manjkajo. Rokopis je leta 1792 pridobil slavni grof Aleksej Ivanovič Musin-Puškin in ga kasneje podaril Ruski narodni knjižnici v Sankt Petersburgu. 
Ipatijevski letopis je v Ipatijevskem samostanu v Kostromi odkril ruski zgodovinar Nikolaj Karamzin. Rokopis je iz 15. stoletja in vsebuje zelo veliko podatkov iz izgubljene Kijevske kronike (12. stoletje) in Hališke kronike (13. stoletje). Napisan je v vzhodnocerkvenoslovanščini, ki je vzhodna različica starocerkvenoslovanščine. V tekstu je mnogo nepravilnih vzhodnoslavizmov, kar je značilno tudi za druge vzhodnoslovanske letopise tistega časa. 
Kasneje so bile objavljene številne monogafije in tiskane izdaje kronike. Najstarejša znana je izdaja iz leta 1767. Aleksej Šahmatov je leta 1908 objavil pionirsko tekstološko analizo pripovedi. Dmitrij Lokačev in drugi sovjetski znanstveniki so njegova odkritja delno revidirali. Njihove različice kronike so poskušale rekonstruirati pred-Nestorjeve kronike, ki so bile zbrane na dvoru Jaroslava Modrega sredi 11. stoletja.

## Zaključek
Zgodovina minulih let je za razliko od mnogih letopisov, ki so jih pisali evropski menihi, izredno pomembna kot edino pisano pričevanje o najstarejši zgodovini Vzhodnih Slovanov. Kronika je pomemben opis zgodovine Kijevske Rusije, kjub temu, da so bili v Novgorodski prvi kroniki narejeni nekateri pomembni popravki. Zgodovina je tudi pomemben primer starovzhodnoslovanske  literature.